# 土々呂の滝
土々呂の滝（どどろのたき）は、徳島県つるぎ町にある大藤谷川の滝。落差は30m。とくしま水紀行50選選定。

## 地理
半田川の支流である大藤谷川がつるぎ町と東みよし町の町境につくり上げた落差30ｍの滝で、滝の爆音が名前の由来とされる。
周辺は1997年（平成9年）5月に土々呂の滝親水公園として整備された。また滝の目の前には椅子とテーブルが設置されているほか、毎年7月から8月にかけてはライトアップも行われている。

## 交通
- JR徳島線「阿波半田駅」より車で約20分。
- 徳島自動車道「美馬インターチェンジ」より車で約30分。